# Кызылсуатский сельский округ
Кызылсуа́тский се́льский окру́г (каз. Қызылсуат ауылдық округі) — административная единица в составе Целиноградского района Акмолинской области Республики Казахстан.
Административный центр — село Кызылсуат.

## География
Административно-территориальное образование расположено в восточной части района, граничит:
- на севере с селом Коянды,
- на востоке с Аршалынским районом,
- на юге с сельским округом Кабанбай батыра,
- на западе с городом Астана и селом Тайтобе.

Сельский округ расположен на казахском мелкосопочнике. Рельеф местности в основном представляет собой сплошную равнину с незначительными перепадами высот; средняя высота округа — около 395 метров над уровнем моря. Сельский округ фактически разделён на южный и северный части, средняя высота южной части — 380 метров, северной — 410 метров.
На северной части территории округа расположены искусственные лесные массивы — так называемый Зелёный пояс Астаны.
Климат холодно-умеренный, с хорошей влажностью. Среднегодовая температура воздуха отрицательная и составляет около −3,8°С. Среднемесячная температура воздуха в июле достигает +20,1°С. Среднемесячная температура января составляет около −14,8°С. Среднегодовое количество осадков составляет около 410 мм. Основная часть осадков выпадает в период с мая по август.
Через территорию сельского округа проходит около 10 километров автодороги областного значения — КС-31 «Восточный обход города Астана» — станция Сарыоба.

## История
Постановлением акимата Акмолинской области от 25 октября 2019 года № А-11/510 и решением Акмолинского областного маслихата от 25 октября 2019 года № 6С-38-8 — зарегистрированным Департаментом юстиции Акмолинской области 31 октября 2019 года № 7457 «Об изменении административно-территориального устройства Целиноградского района Акмолинской области»:
- была образована административно-территориальная единица «Кызылсуатский сельский округ», в границах сел Кызылсуат, Аккайын, Шубар;
- административным центром сельского округа было определено село Кызылсуат.

Согласно постановлению и решению — новообразованное административное-территориальное образование включало в собственный состав 3 села: из Талапкерского сельского округа — село Кызылсуат, из Кояндинского сельского округа — сёла Малотимофеевка и Шубары. Административным центром округа определён село Кызылсуат.
В 1989 году населённые пункты нынешнего сельского округа административно входили в состав Интернационального сельсовета.
В периоде 1991—1998 годов село Калинино было переименовано в село Кызылсуат.
В 2018 году село Малотимофеевка было переименовано в село Аккайын.
В 2025 года в составе сельского округа образован новый населённый пункт — село Нурлы.

## Состав
| № | Населённый пункт | Тип населённого пункта       | Население, 1989 | Население, 1999 | Население, 2009 |
| - | ---------------- | ---------------------------- | --------------- | --------------- | --------------- |
| 1 | Аккайын          | село                         | 426             | 350             | 417             |
| 2 | Кызылсуат        | село, административный центр | 416             | 368             | 684             |
| 3 | Нурлы            | село                         |                 |                 |                 |
| 4 | Шубар            | село                         | 402             | 376             | 497             |

## Местное самоуправление
Аппарат акима Кызылсуатского сельского округа — село Коянды, улица Аль Фараби, дом 1А.
- Аким сельского округа — Сальменов Оразбай Кубашевич[1].